# 市道125號
市道125號（大雅－三和），北起臺中市大雅區大雅市區，南至臺中市烏日區三和，全長共計14.532公里（公路總局資料）。

## 行經行政區域
全線均位於臺中市境內。
| 大雅區 | 大雅市區                 | 0.000  | 台1乙線      | 公路起點         |
| 大雅區 | －                       |        |              |                  |
| 大雅區 | 下橫山                   | －     | 中76線       | 與中76線共線起點 |
| 大雅區 | 下橫山                   | －     | 中76線       | 與中76線共線終點 |
| 西屯區 | 林厝                     | －     | （地區道路） |                  |
| 西屯區 | 水堀頭                   | －     | （地區道路） |                  |
| 西屯區 | －                       |        |              |                  |
| 西屯區 | 江西厝                   | 6.573  | 台12線       |                  |
| 西屯區 | 上過溪                   | －     | （地區道路） |                  |
| 西屯區 | －                       |        |              |                  |
| 西屯區 | 下七張犁                 | －     | （地區道路） |                  |
| －     |                          |        |              |                  |
| 南屯區 | 知高                     | 9.476  | 市道136號    |                  |
| 南屯區 | 山子腳                   | －     | （地區道路） |                  |
| 南屯區 | －                       |        |              |                  |
| 南屯區 | 春社                     | －     | （地區道路） |                  |
| 南屯區 | －                       |        |              |                  |
| 南屯區 | 同安厝                   | －     | （地區道路） |                  |
| 烏日區 | 番仔井                   | －     | （地區道路） |                  |
| 烏日區 | －                       |        |              |                  |
| 烏日區 | 學田                     | －     | （地區道路） |                  |
| 烏日區 | －                       |        |              |                  |
| 烏日區 | 下馬厝                   | －     | （地區道路） |                  |
| 烏日區 | 下馬厝                   | －     |              |                  |
| 烏日區 | 下馬厝                   | －     | （地區道路） |                  |
| 烏日區 | － 平交道 平面交會臺中線 |        |              |                  |
| 烏日區 | 三和                     | 14.532 | 台1乙線      | 公路終點         |
| 共線   |                          |        |              |                  |

## 沿線路名
- 永和路
- 福雅路
- 安林路
- 永安一巷
- 安和路
- 忠勇路
- 學田路

## 沿線設施與景點
- 臺中科學園區
- 臺中市西屯區永安國民小學
- 張家祖廟
- 臺中市西屯區協和國民小學
- 臺中市立啟聰學校
- 臺中工業區
- 臺中市南屯區文山國民小學
- 臺中市私立嶺東高級中學
- 嶺東科技大學
- 台貿五村（彩虹眷村）
- 成功嶺
- 聚奎居
- 高鐵台中站

## 外部連結
交通部公路總局 （页面存档备份，存于）